# Peter Mullins
Peter Mullins, född 9 juli 1926, död 13 april 2012, var en friidrottare från Australien. Han deltog vid olympiska sommarspelen 1948.